# VLISP
VLISP est une variante du langage informatique Lisp.
À partir de 1971, plusieurs interprètes et compilateurs Lisp ont été réalisés à l'Université de Paris VIII-Vincennes. Un nouveau dialecte de LISP, appelé VLISP (le V renvoyant à Vincennes), y a été développé et formalisé.
Les interprètes et les compilateurs VLISP étaient spécialement conçus pour être exécutés sur de petites machines et étaient extrêmement rapides.